# Jost Liebmann

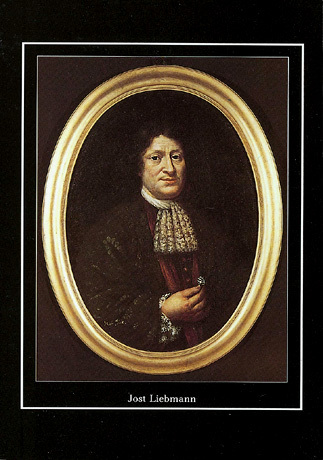
Porträt des jüdischen Hoffaktors Jost Liebmann, von Anthony Schoonjans (1702)

Joel oder Jost Liebmann (auch Jehuda oder Juda Berlin; geb. um 1639 in Halberstadt; gest. 30. Januar 1702 in Berlin) war ein deutscher Schutzjude und Hoffaktor am Hof von Brandenburg bzw. im Königreich Preußen.

## Leben
Sein Vater war Elieser Liepmann, Kaufmann in Göttingen, seine Mutter Merle. Aus dem vermutlichen Geburtsort Halberstadt ging Liebmann 1660 nach Hamburg, um bei Chaim Hameln († 1689) den Juwelenhandel zu erlernen. Dort lernte er auch dessen Frau, Glückel von Hameln, und deren Nichte, eine Tochter des Rabbiners von Hildesheim, Malke Goldschmidt kennen, die er heiratete. 1664 eröffnete er in Hannover mit Chaim ein Handelshaus, das mit großem Verlust geschlossen wurde, wie Glückel berichtet (III,2). Er lieferte aber ab 1668 dem Großen Kurfürsten Friedrich Wilhelm I. von Brandenburg und den Kurprinzen als Hofjuwelier Juwelen, die seit 1684 vom Leibzoll ausgenommen wurden. Nach dem Tod seiner Frau ging er mit einem Schutzbrief vom 30. Januar 1677 über Hildesheim nach Berlin, wo er die Witwe des Gemeindegründers und Hoffaktors Israel Aaron, Esther Schulthoff, heiratete und bald dessen Stelle als Hofjude und damit Lieferant und Kreditgeber des Hofes einnahm. Auch der Nachfolger Friedrich III. (später Friedrich I. von Preußen) bestätigte 1688 diese Privilegien. Das Luxusbedürfnis des Hofes nutzte er für seine Geschäfte. Für die Krönung in Königsberg 1701 besorgte er die Krone für die Königin im Wert von 300 000 Reichstalern, von deren Steinen er nach der Feier die meisten wieder zurücknahm und somit nur 8000 Taler berechnete. 1694 wurde ihm als erstem Juden das Privileg zugestanden, seine Handelsbücher juristisch denen der christlichen Kaufleute gleichzustellen, wodurch u. a. er die Schulden besser eintreiben konnte. Zu seiner Kundschaft gehörten auch die Höfe von Anhalt-Dessau, Hessen-Homburg und Holstein. Den Konkurrenten und Verwandten seiner ersten Frau, Moses Benjamin Wulff, drängte er nach Dessau ab.
Seine zweite Frau Esther (die „Liebmännin“) und beider Söhne Isaak (verh. mit Merle Wertheimer, gest. 1711) und Jost (1678–1747) waren an der Geschäftsführung beteiligt. Im Jahr 1700 hat Esther die Erlaubnis erhalten, für gelieferte Juwelen 2000 Feinmark Silber in Sechspfennig-Stücken auszuprägen (1701), wobei der Schlagschatz etwa 50 % betragen haben soll.
Jost Liebmann hat in der Berliner Jüdischen Gemeinde als erster das Recht erhalten, eine private Synagoge zu führen, die nach ihm benannte Liebmannsche Schule (gegen Esthers Widerstand 1714 ersetzt durch die Alte Synagoge). 1684 erreichte er, dass nur dort Gottesdienste abgehalten werden durften; die 1671 aus Wien vertriebenen und zugewanderten Juden mussten ihre Synagoge schließen. Er gründete ein großes Lehrhaus und setzte seinen Neffen und Schwiegersohn Aaron Benjamin Wolf (gest. 1721) als dessen Leiter ein, der 1709 zum Rabbiner von Berlin wurde (ab 1714 in Frankfurt (Oder)). Dessen Vater und Josts Bruder war Isaak Benjamin Wolf, seit 1685 Oberrabbiner von Brandenburg mit Sitz in Landsberg a. d. W. Josts Sohn Abraham Liebmann (gest. 1730; mit Malke als Mutter) wurde Rabbiner in Halberstadt. Seine Tochter Hindschen heiratete nach Frankfurt (Oder) in die Familie Bar (Beer) Hertz.
Bei seinem Tode betrug sein Vermögen etwa 100 000 Reichstaler (Zahl nach Glückel). Somit zählte er nach den österreichischen Hoffaktoren Oppenheimer und Wertheimer und seinen Vettern Leffmann Behrens und Behrend Lehmann zu den reichsten Juden im Reich.

## Nachfahren
Der Urenkel und Enkel des Isaak, Wolf Liebmann, gründete 1760 die luxuriöse Western Synagogue in Westminster. Zu den Nachfahren zählen über die Ehefrau des Berliner Unternehmers Liepmann Meyer Wulff (1745–1812) dessen Tochter und Salonière Amalie Beer (1767–1854) sowie deren Söhne, der bekannte Komponist Giacomo Meyerbeer sowie der Eisenbahnpionier und Astronom Wilhelm Beer (1797–1864). Ein Teil nahm nach dem Übertritt zum Christentum den verkürzten Namen Liman an (vgl. die Familie von General Otto Liman von Sanders). Zu den späteren Nachfahren gehört der ehemalige Direktor des Jüdischen Museums Berlin, vormals US-Finanzminister W. Michael Blumenthal.

## Porträt
- gemalt von Anthoni Schoonjans 1702, Abbildung in Ruth Gay: The Jews of Germany[4]

## Einzelbelege
1. ↑  Grabmal für Schmuel ben Josef SeGaL Hameln (Samuel Hameln) Jewish Cemetery Hildesheim, Juedischer Friedhof Teichstraße. In: epidat. (steinheim-institut.de [abgerufen am 20. März 2020]).
2. ↑  Rudolf Hallo: Geschichte der Familie Hallo: 350 Jahre aus dem Leben einer deutschen Hofjuden- und Handwerker-Familie, aktenmässig dargestellt. Privatdruck [von Kasseler buchdruckerei u. stempelfabrik g. m. b. h.], 1930 (google.de [abgerufen am 20. März 2020]).
3. ↑  AARON BEN BENJAMIN WOLF - JewishEncyclopedia.com. Abgerufen am 19. März 2020.
4. ↑  Original-Gemälde: Porträt eines Unbekannten (1702) im Schloss Charlottenburg – vgl. Diskussion:Jost Liebmann#zum Porträt von Anthoni Schoonjans.

| Personendaten    | Personendaten                                             |
| ---------------- | --------------------------------------------------------- |
| NAME             | Liebmann, Jost                                            |
| ALTERNATIVNAMEN  | Liebmann, Joel; Berlin, Juda                              |
| KURZBESCHREIBUNG | deutscher Schutzjude und Hoffaktor am Hof von Brandenburg |
| GEBURTSDATUM     | um 1639                                                   |
| GEBURTSORT       | Halberstadt                                               |
| STERBEDATUM      | 30. Januar 1702                                           |
| STERBEORT        | Berlin                                                    |